# Harpalyce
Harpalyce es un género de plantas con flores perteneciente a la familia Fabaceae. Comprende 38 especies descritas y de estas, solo 28 aceptadas.

## Taxonomía
El género fue descrito por Sessé & Moc. ex DC. y publicado en Prodromus Systematis Naturalis Regni Vegetabilis 2: 523. 1825. La especie tipo es: Harpalyce formosa DC. 

## Especies seleccionadas
- Harpalyce acunae
- Harpalyce alaini
- Harpalyce alba
- Harpalyce altissima
- Harpalyce angustiflora
- Harpalyce angustifolia
- Harpalyce arborescens